# Tổ Tư vấn kinh tế của Thủ tướng
Tổ Tư vấn kinh tế của Thủ tướng tiền thân là Ban Nghiên cứu của Thủ tướng, thường được gọi tắt là Tổ Tư vấn kinh tế, là một cơ quan chịu trách nhiệm tham mưu, tư vấn cho Thủ tướng Chính phủ các vấn đề về kinh tế, thị trường, tài chính ngân hàng và kế hoạch phát triển kinh tế đất nước. Tổ chức này được thành lập bởi Thủ tướng Chính phủ đương nhiệm Nước Cộng hòa xã hội chủ nghĩa Việt Nam, và thường được thành lập mới sau mỗi thời Thủ tướng Chính phủ.

## Nhiệm vụ
Theo Quyết định thành lập thì Tổ Tư vấn kinh tế có các nhiệm vụ sau:
1. Tư vấn cho Thủ tướng Chính phủ về các chiến lược, kế hoạch, đề án, chính sách phát triển kinh tế trong trung hạn và dài hạn; kế hoạch phát triển kinh tế - xã hội hàng năm.
2. Phân tích, dự báo, đánh giá tình hình, kết quả thực hiện kế hoạch phát triển kinh tế - xã hội, các chiến lược, đề án, chính sách phát triển kinh tế; trên cơ sở đó tư vấn, khuyến nghị với Thủ tướng Chính phủ các biện pháp, giải pháp để nâng cao hiệu quả thực thi hoặc đề xuất sửa đổi, bổ sung các cơ chế, chính sách nhằm đạt được các mục tiêu đề ra.
3. Tư vấn, khuyến nghị với Thủ tướng Chính phủ các giải pháp, biện pháp ứng phó kịp thời với những biến động bất thường của tình hình kinh tế trong nước và quốc tế.
4. Tham gia ý kiến các báo cáo, đề án lớn về kinh tế của Chính phủ, Thủ tướng Chính phủ trình Ban Chấp hành Trung ương, Bộ Chính trị, Ban Bí thư, Quốc hội, Ủy ban Thường vụ Quốc hội theo chỉ đạo của Thủ tướng Chính phủ.
5. Thực hiện các nhiệm vụ khác được Thủ tướng Chính phủ giao.[1]

## Thành viên Tổ tư vấn kinh tế của Thủ tướng Phạm Minh Chính
Hiện tổ tư vấn kinh tế của Thủ tướng Phạm Minh Chính không thay đổi số với tổ tư vấn kinh tế trước đó của Thủ tướng Nguyễn Xuân Phúc.

## Thành viên Tổ tư vấn kinh tế của Thủ tướng Nguyễn Xuân Phúc
Tổ tư vấn Kinh tế hiện nay được thành lập bởi Thủ tướng Nguyễn Xuân Phúc vào ngày 28/7/2017.
Danh sách thành viên được Thủ tướng phê duyệt ban đầu gồm 15 thành viên, do TS. Nguyễn Đức Kiên, nguyên Phó chủ nhiệm Ủy ban Kinh tế Quốc hội  làm Tổ trưởng. Sau đó vào ngày 29/11/2017, PGS.TS. Trần Hoàng Ngân được bổ sung vào danh sách, Tổ Tư vấn có 16 thành viên.. Đến tháng 3/2018, GS.TS. Nguyễn Xuân Thắng xin thôi nhiệm vụ ở Tổ tư vấn, Tổ còn 15 thành viên đến hết năm 2021.
Ngoài các chuyên gia kinh tế hàng đầu trong nước, đáng chú ý là có 5 thành viên là các chuyên gia kinh tế từ các nước Mỹ, Nhật Bản, Pháp, Singapore.
| STT | Họ và tên          | Học hàm, học vị      | Quá trình công tác | Ghi chú |
| --- | ------------------ | -------------------- | --- | --- |
| 1   | Vũ Viết Ngoạn      | Tiến sĩ              | Nguyên Tổng giám đốc Vietcombank Nguyên Phó Chủ nhiệm Ủy ban Kinh tế Quốc hội Nguyên Chủ tịch Uỷ ban Giám sát tài chính Quốc gia Tổ trưởng Tổ Tư vấn kinh tế của Thủ tướng                     | nghỉ hưu từ ngày 01 /04/2019 |
| 2   | Nguyễn Đức Kiên    | Tiến sĩ              | Tổ trưởng Tổ Tư vấn kinh tế của Thủ tướng Phó Chủ nhiệm Ủy ban Kinh tế của Quốc hội khóa 14 Chủ tịch Nhóm Nghị sĩ hữu nghị Việt Nam - México Đại biểu Quốc hội Việt Nam khóa 14 tỉnh Sóc Trăng | bắt đầu từ ngày 12/12/2019 |
| 3   | Trần Ngọc Anh      | Phó Giáo sư, Tiến sĩ | Giảng viên Đại học Harvard, Đại học Indiana, Mỹ | |
| 4   | Vũ Thành Tự Anh    | Tiến sĩ              | Giám đốc nghiên cứu Chương trình Giảng dạy Kinh tế Fulbright tại TP.HCM | |
| 5   | Vũ Bằng            | Tiến sĩ              | Nguyên Chủ tịch Ủy ban chứng khoán Nhà nước | |
| 6   | Nguyễn Đình Cung   | Tiến sĩ              | Viện trưởng Viện nghiên cứu Quản lý kinh tế trung ương | |
| 7   | Trần Thọ Đạt       | Giáo sư, Tiến sĩ     | Hiệu trưởng trường Đại học Kinh tế Quốc dân nhiệm kỳ 2014 - 2019 | |
| 8   | Nguyễn Đức Khương  | Giáo sư, Tiến sĩ     | Phó Giám đốc phụ trách nghiên cứu và hợp tác khoa học quốc tế kiêm Trưởng khoa Tài chính Học viện Hành chính và Quản trị kinh doanh Paris (IPAG Business School)                               | |
| 9   | Vũ Minh Khương     | Phó Giáo sư, Tiến sĩ | Giảng viên Đại học Quốc gia Singapore | |
| 10  | Trần Du Lịch       | Tiến sĩ              | Nguyên Viện trưởng Viện kinh tế TP.HCM | |
| 11  | Trương Văn Phước   | Tiến sĩ              | Quyền Chủ tịch Ủy ban Giám sát tài chính quốc gia Tổng giám đốc Eximbank Nguyên Giám đốc Sở giao dịch Ngân hàng Nhà nước                                                                       | |
| 12  | Nguyễn Xuân Thắng  | Giáo sư, Tiến sĩ     | Giám đốc Học viện Chính trị quốc gia Hồ Chí Minh Nguyên Chủ tịch Viện Hàn lâm Khoa học xã hội Việt Nam Nguyên Viện trưởng Viện Kinh tế và Chính trị thế giới Bí thư Trung ương Đảng            | Tháng 3/2018, ông Nguyễn Xuân Thắng được phân công giữ chức vụ Chủ tịch Hội đồng Lý luận Trung ương, do đó xin thôi nhiệm vụ trong tổ tư vấn để tập trung vào nhiệm vụ mới. |
| 13  | Trần Đình Thiên    | Phó Giáo sư, Tiến sĩ | Viện trưởng Viện kinh tế Việt Nam | |
| 14  | Trần Văn Thọ       | Giáo sư, Tiến sĩ     | Giảng viên Đại học Waseda, Nhật Bản Thành viên Hội đồng Tư vấn Kinh tế của Thủ tướng Nhật Bản                                                                                                  | |
| 15  | Nguyễn Quang Thuấn | Giáo sư, Tiến sĩ     | Chủ tịch Viện Hàn lâm Khoa học xã hội Việt Nam | |
| 16  | Bùi Quang Vinh     |                      | Nguyên Bộ trưởng Bộ Kế hoạch và đầu tư | |
| 17  | Trần Hoàng Ngân    | Phó Giáo sư, Tiến sĩ | Giám đốc Học viện Cán bộ TP.HCM (2016-2019) Viện trưởng Viện Nghiên cứu Phát triển TPHCM (2019 - nay)                                                                                          | |

## Thành viên Tổ tư vấn của Thủ tướng Nguyễn Tấn Dũng
Tổ tư vấn của Thủ tướng Chính phủ Nguyễn Tấn Dũng nhiệm kì 2011-2016 gồm có 13 người sau (kèm chức vụ năm 2016):
1. Ông Trương Đình Tuyển (Đặc phái viên Kinh tế của Thủ tướng, Trưởng nhóm/Tổ trưởng)
2. GS.TS. Nguyễn Xuân Thắng (Chủ tịch Viện Hàn lâm Khoa học Xã hội Việt Nam)
3. TS. Vũ Viết Ngoạn (Chủ tịch Ủy ban Giám sát Tài chính Quốc gia)
4. TS. Cao Viết Sinh (Thứ trưởng Bộ Kế hoạch và Đầu tư)
5. TS. Nguyễn Sĩ Dũng (Phó chủ nhiệm Văn phòng Quốc hội)
6. TS. Nguyễn Đình Cung (Viện trưởng Viện Nghiên cứu Quản lý Kinh tế Trung ương, Bộ Kế hoạch và Đầu tư)
7. TS. Trần Đình Thiên (Viện trưởng Viện Kinh tế Việt Nam)
8. TS. Đặng Kim Sơn (Viện trưởng Viện Chính sách và Chiến lược Nông nghiệp, Bộ NN&PTNT)
9. TS. Võ Trí Thành (Phó Viện trưởng Viện Nghiên cứu Quản lý Kinh tế Trung ương, Bộ Kế hoạch và Đầu tư)
10. GS.TSKH. Nguyễn Quang Thái (Tổng thư ký kiêm Phó Chủ tịch thường trực Hội Kinh tế Việt Nam)
11. TS. Trần Du Lịch (Đại biểu Quốc hội, nguyên Viện trưởng Viện Kinh tế TP.HCM)
12. TS. Lê Xuân Nghĩa (Chủ tịch Ủy ban Giám sát Tài chính Quốc gia, sau đó là Viện trưởng Viện Nghiên cứu Kinh doanh)
13. TS. Nguyễn Đức Thành (Viện trưởng Viện Nghiên cứu Kinh tế và Chính sách, Trường Đại học Kinh tế, Đại học Quốc gia Hà Nội).